# 1929 en France
Chronologie de la France
- 1925
- 1926
- 1927
- 1928
- 1929
- 1930
- 1931
- 1932
- 1933

Cette page concerne l'année 1929 du calendrier grégorien.

## Événements
- 15 janvier : premier numéro de la revue Annales d’histoire économique et sociale[1].

- 24 janvier-21 février : la France ainsi qu'une partie de l'Europe subit une vague de froid d'intensité élevée. La majorité des régions sont enneigées. On enregistre des températures allant jusqu’à -30 °C dans la plaine de la Limagne, -19 à Rennes, -13 à Paris. L'après-midi du 12 février, la température ne monte pas au-dessus de -24 à Clermont-Ferrand. L'impact sur le commerce, le tourisme et l'agriculture est important, sauf pour certaines cultures céréalières, qui, protégées du froid par la neige donnent d'excellentes récoltes en été. Les rivières et les fleuves sont gelés, voire entièrement figés. On recense parmi la population une mortalité élevée (plusieurs milliers de personnes, mortes dans leur lit pour certaines), ainsi qu'un grand nombre d'accidents par congestion. Les animaux sont également touchés, à commencer par les animaux domestiques qui succombent au froid, ainsi que les bêtes sauvages, notamment les oiseaux qui sont ramassés en grand nombre complètement congelés[2],[3],[4].

- 11 février : ouverture à Paris de la conférence des experts sur les réparations[5].
- 12 février : inauguration par le ministre des colonies André Maginot d’un gigantesque ensemble hydraulique agricole à Sotuba, près de Bamako, au Soudan français (Mali)[6].
- 24 février : la Ligue contre les pogroms devient la Ligue internationale contre l'antisémitisme (LICA) présidée par Bernard Lecache[7].

- 5 et 12 mai : élections municipales[8].
- 19 mai : première manifestation pour l’indépendance de Madagascar à Tananarive à la suite de la « Pétition des Indigènes de Madagascar » exposée par Paul Dussac, contre le code de l’indigénat et en faveur de la nationalité française dans les colonies africaines[9].

- 6 juin :  Un chien andalou, film de Luis Buñuel est projeté pour la première fois au Studio des Ursulines à Paris[10].

- 7 juin : signature à Paris du plan Young qui prévoit un échelonnement et un abaissement du montant global des réparations allemandes[11].
- 30 juin - 28 juillet : Tour de France[12]. Le Belge Maurice De Waele s’impose devant l’Italien Giuseppe Pancera et le Belge Joseph Demuysère.

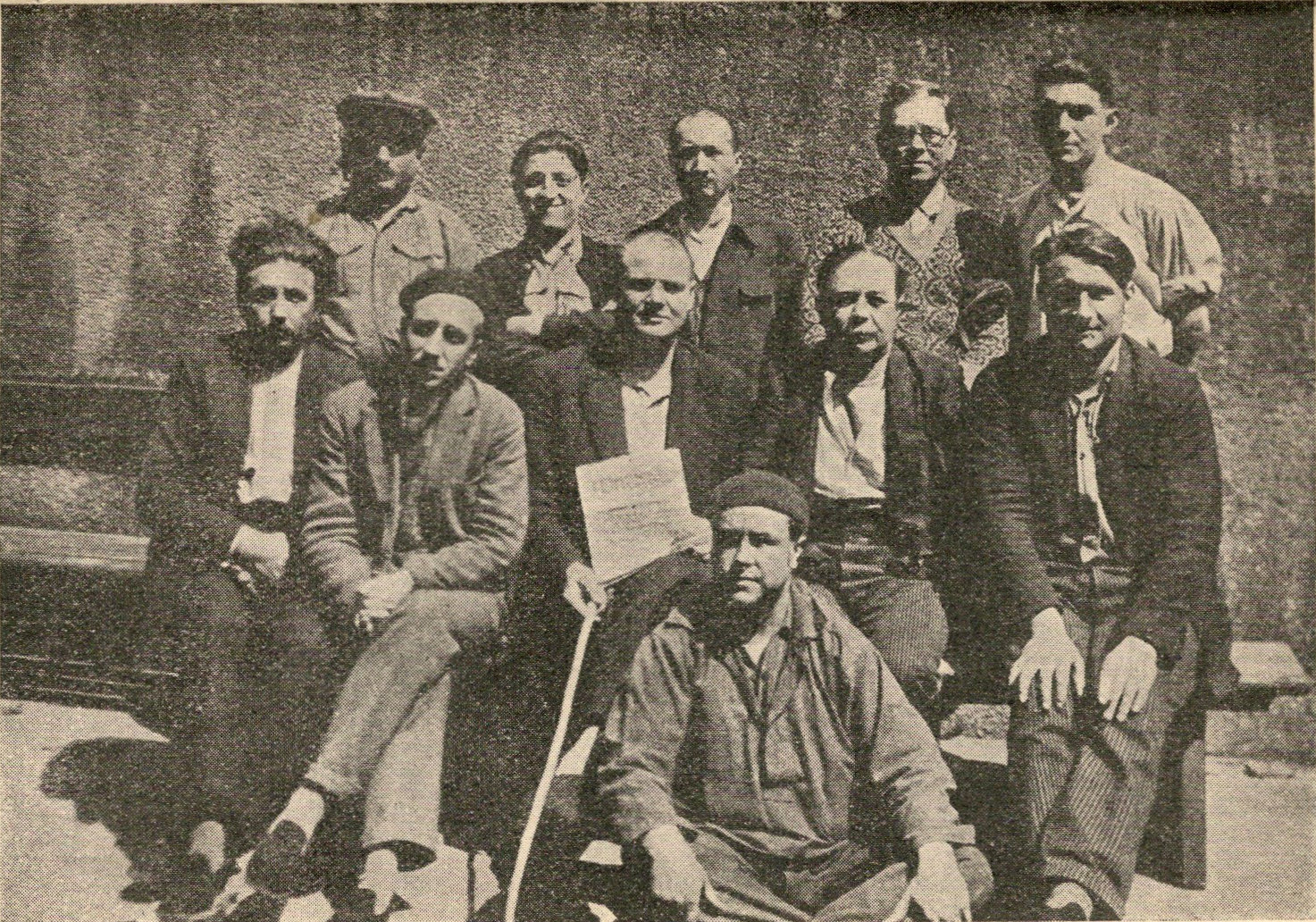
Des militants communistes incarcérés à la prison de la Santé en juillet 1929 : Pierre Lacan, Gabriel Péri, Maurice Thorez, Paul Vaillant-Couturier.

- 17 juillet : répression anticommuniste : la police perquisitionne à L'Humanité et au siège du parti[13].
- 24 juillet : le pacte Briand-Kellogg entre en vigueur[14].
- 27 juillet : démission du Président du Conseil Raymond Poincaré pour des raisons de santé[15].
- 29 juillet-3 novembre : Aristide Briand Président du Conseil (11)[15].

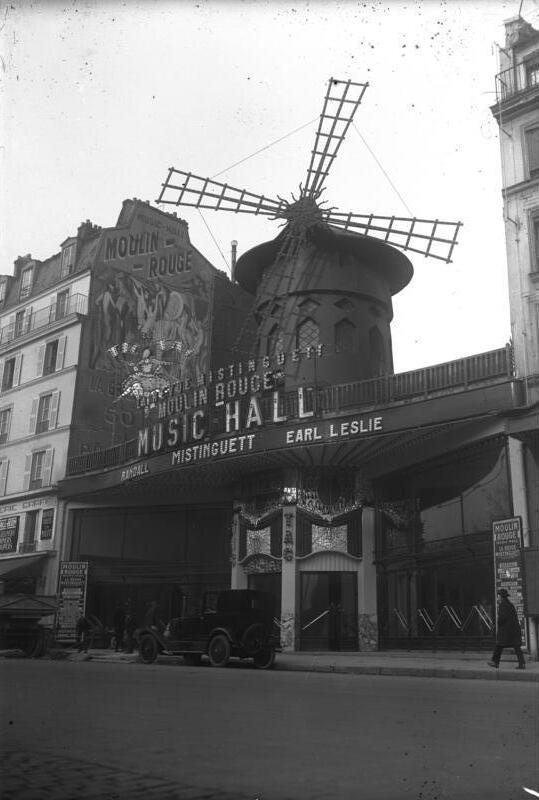
Le Moulin Rouge à Paris en août 1929.

- 1er août : journée contre la guerre et pour la défense de l'URSS organisée par le parti communiste[16].
- 6 - 31 août : conférence intergouvernementale de La Haye ; elle aboutit à des accords qui prévoient l’évacuation de la deuxième zone de Rhénanie (Coblence) dans les trois mois et celle de la troisième zone (Mayence et la tête de pont Cassel) aussitôt après la ratification du plan Young pour être terminée le 30 juin 1930[5].

- 5 septembre : Aristide Briand, dans un discours à la SDN, lance l’idée de fédération européenne[17].

- Octobre : mariage « morganatique » de Jean-Paul Sartre et de Simone de Beauvoir[18].
- 19 octobre : les 154 membres du comité central du PCF sont inculpés pour complot contre la sécurité de l’État[19].
- 22 octobre : chute du gouvernement Briand mis en minorité à la Chambre sur sa politique étrangère[20].
- 29 octobre : « krach de 1929 » à Wall Street[21].
- 31 octobre : vote d'un programme baptisé « politique de prospérité » pour stimuler le développement économique de la France, soutenir le marché de l’emploi et accroître la demande[22]. 5 milliards de francs sont alloués au projet , financés par le déficit budgétaire. 1,7 milliard de francs alloués à l’agriculture, 1,8 milliard à l’industrie , 1,4 milliard à la santé et l’enseignement. 3,5 milliards de francs sont également alloués aux colonies. Ce plan de grands travaux permet la construction d’infrastructures (ports, chemins de fer, routes), l’électrification des campagnes, la construction du barrage de Kembs et du grand canal d’Alsace, mais aussi l’édification de la ligne Maginot[23].

- 3 novembre : André Tardieu Président du Conseil[15].
- 20 novembre- 5 décembre : première exposition parisienne de Salvador Dalí galerie Goemans au 49 de la rue de Seine à Paris[24].
- 28 novembre : inauguration de l'usine Renault de l'île Seguin à Boulogne-Billancourt[25].
- Novembre : Louis Mill prend le contrôle du journal Le Temps pour le compte d'un consortium d'organisations patronales[26].

- 29 décembre : loi de finance. Augmentation des déductions forfaitaires et du plafond des réductions d’impôt pour charges de famille[27].

## Naissances en 1929
- 8 février : Claude Rich, acteur.

## Décès en 1929
- 20 mars : Ferdinand Foch
- 24 novembre : Georges Clemenceau